# Keller (Washington)
Keller ist ein gemeindefreies Gebiet und ein census-designated place (CDP) im südwestlichen Ferry County im nordöstlichen Teil des US-Bundesstaates Washington. Zum United States Census 2010 lebten 234 Einwohner in Keller.

## Geschichte
Der Ort liegt im Tal des Sanpoil River und wurde 1898 von John C. Keller, einem örtlich ansässigen Geschäftsmann, gegründet. Der Ort lag zunächst im heute als „God’s Country“ (oder für die Einheimischen „Old Keller“) bekannten Gebiet; zu seinen Hochzeiten hatte er 3.500 Einwohner und sogar ein in der unteren Liga spielendes Baseball-Team sowie einen Rotlicht-Bezirk. Der Ort wurde ab 1941 mehrfach verlegt, da dies durch den Rückstau vom Grand Coulee Dam erforderlich wurde, welcher die jeweils vorige Ortslage überflutete; Keller liegt heute 29 km nördlich des Columbia River. Sicher hat die Serie von Ortsverlegungen zur Reduktion der Bevölkerung beigetragen.
Der Ort liegt innerhalb der Colville Indian Reservation, die eine geschätzte Bevölkerung von 1.200 Personen umfasst; die meisten sind indianischer Abstammung und Angehörige der Sanpoil, einem der zwölf Stämme der Colville Confederated Tribes und einer der ganz wenigen indianischen Nationen, die nie durch die US-Regierung aus ihrem angestammten Gebiet vertrieben wurden.

## Bergbau-Pläne am Mount Tolman
Von 2004 bis 2006 lag der Ort Keller im Zentrum der öffentlichen Wahrnehmung nach einer kontroversen Entscheidung der Colville Tribes, die Möglichkeiten einer im Tagebau betriebenen Molybdän-Mine im Sanpoil Valley am Mount Tolman zu erkunden. Baby Ray Peone scharte die Opposition der Mine um sich, als es offensichtlich wurde, dass das Projekt zu große Gefahren für die Bevölkerung von Washington mit sich bringen würde. Nach Untersuchungen enthält das abzubauende Material Uran und toxische Stäube, die dem Wind ausgesetzt über 200 Meilen (320 km) im Umkreis auf die Landwirtschaftsflächen in Washington hätten verteilt werden können. Die geplante Mine sollte auch Technologien wie das Laugen nutzen, um die gewünschten Metalle aus dem Gestein zu lösen; aufgrund der kurzen Entfernung zum Columbia River hätten die Einträge desaströs werden können. Andere Gruppen reklamierten die religiöse Bindung der Sanpoil an den Berg (der Name „Tolman“ stammt aus dem Sanpoil-Dialekt, wo Tulameen „rote Farbe“ bedeutet), weil viele Legenden und Heilmittel des Stammes mit dem Berg identisch sind.  Die Gruppe, die ursprünglich den Vorschlag zum Abbau unterbreitete, zielte auf die stagnierende ökonomische Situation und den hohen Gewinn, den die große Nachfrage nach Molybdän erzielen würde. Die Opposition wies dies mit Hinweis auf die Nicht-Vorhersagbarkeit des zu erzielenden Preises für Molybdän zurück; als einzig konstante Größe hatte sich zwischen 1955 und 1982 ein Preis von 0,50 … 1,50 US$ pro Pfund Erz erwiesen. Als die Sache zur Abstimmung durch die Colville Tribes gelangte, wurde dies in drei Bezirken der Reservation durchgeführt und setzte sich nur im Inchelium District durch.